# Исикава, Саюри
Саюри Исикава (яп. 石川 さゆり Исикава Саюри, род. 30 января 1958, Кумамото, Япония) — японская певица в жанре энка. Её детство прошло во времена расцвета энка, благодаря чему Саюри много раз ходила вместе со своей мамой и бабушкой слушать выступления Хибари Мисоры, также известной как «Королева энка». Уже тогда у юной Исикавы проявляется любовь к пению и энка, а в 14 лет она одерживает свою первую победу в песенном конкурсе. После окончания школы Саюри не вступает в университет, а вместо этого идет в шоу-бизнес.